# 敷城郡 (北魏)
敷城郡，中国南北朝北魏设置的郡。
北魏太和十五年（491年）设置敷城郡，治所在洛川县，故址在今陕西洛川县东北6.5公里安宫村，领洛川、敷城、定阳三县。辖地约为今洛川县地及黄龙县、宜川县二县西部，属东秦州。北周下辖敷城、洛川二县，隋文帝开皇三年（583年）废，属县直属敷州。隋炀帝改为上郡。 